# Geld Geld Geld – Zwei Milliarden gegen die Bank von England
Geld Geld Geld – Zwei Milliarden gegen die Bank von England ist der sechste Film der achtteiligen Reihe Interpol (1963–1967). Sie war eigentlich, wie Ich war Cicero für die eigenständige Filmreihe Streng geheim vorgesehen und wird im siebten Teil der Filmreihe mit Geld kennt keine Grenzen fortgesetzt.
In der Folge sind auch Archivaufnahmen u. a. von Ernst Kaltenbrunner eingearbeitet.

## Handlung
Zweiter Weltkrieg: Beide Seiten kämpfen auch mit subversiven Mitteln, um die Wirtschaft des Gegners zu schädigen. Nachdem die Briten es mit schlecht gefälschten Lebensmittelkarten versucht hatten, kommt der SS-Sturmbannführer Addi Naumann auf die Idee, gefälschtes Geld in Umlauf zu bringen. Einerseits soll auf diese Weise die gegnerische Wirtschaft angegriffen werden, anderseits wäre das eine Methode, den Krieg zu finanzieren. SS-Obergruppenführer Reinhard Heydrich stimmt dieser Idee zu und die SS rekrutiert auch renommierte Geldfälscher, darunter Otto Kachube, aus den Gefängnissen und Lagern, um möglichst echt wirkendes Geld herzustellen.

## Historischer Hintergrund
- Mit der Aktion Bernhard wurde eine Geldfälschungsaktion des Sicherheitsdienstes (SD) im Reichssicherheitshauptamt (RSHA) in der Zeit des Nationalsozialismus genannt. Sie ist die bislang größte bekannte Geldfälscheraktion der Geschichte.
- Reinhard Heydrich war ab August 1940 im Prinzip Chef der Interpol, da die kontinentale Organisation samt Archiv nach Berlin übergesiedelt und dem Reichssicherheitshauptamt (RSHA) unterstellt wurde. Nach dessen Tod durch ein Attentat des tschechoslowakischen Widerstands in Prag wurde zunächst Arthur Nebe Nachfolger des Reichskriminalpolizeiamtes, dann ab 1943 durch Nachfolgeschaft für Heydrich als Chef des RSHA SS-Obergruppenführer Ernst Kaltenbrunner.

## Andere Filme zum Thema
Auch andere Filme, mit mehr oder weniger Dokumentationscharakter, haben sich mit der Thematik beschäftigt:
- 1959: Der Schatz vom Toplitzsee, Regie: Franz Antel, mit Joachim Hansen, Sabina Sesselmann und Gert Fröbe
- 2007: Die Fälscher, Regie: Stefan Ruzowitzky, mit Karl Markovics, August Diehl, Devid Striesow und Marie Bäumer, Das Drehbuch basiert auf dem Buch Des Teufels Werkstatt. Im Fälscherkommando des KZ-Sachsenhausen von Adolf Burger von 1989.
- 2008: Die echten Fälscher. Hitlers Fälscher, die Operation Bernhard, Regie: Christian Giesser, 45 min, Dokumentation mit Zeitzeugen wie den KZ-Überlebenden Wolfgang Löhde, Adolf Burger, Isaak „Jack“ Plapler, Hans Walter, Gerhard Zauner
- 2003: Ein jüdischer Naziagent in Tel Aviv, Recherche: Shraga Elam, Regie: Franz J. Halle, RAI